# 1919 ve filmu
Rok 1919 je spojen s mnoha filmovými událostmi. Následující seznam je jejich přehledem.

## Významné události
- 17. dubna zakládají čtyři významné osobnosti amerického filmu Charles Chaplin, Mary Pickfordová, Douglas Fairbanks a David Wark Griffith vlastní produkční a distribuční společnost United Artists Corporation
- 17. dubna si němečtí vynálezci Hans Vogt, Jo Engel a Joseph Massolle dávají patentovat Triergonfilm, metodu na výrobu a předvádění zvukových filmů
- 1. září byla v Moskvě z podnětu V. I. Lenina založena Státní filmová škola (VGIK), stala se tak nejstarší filmovou školou na světě

## Významné filmy

### Česko
- Stavitel chrámu (režie: Karel Degl, Antonín Novotný)
- Divoká Maryna (režie: Vladimír Slavínský)
- Sivooký démon (režie: Václav Binovec)

### Svět
- Madame DuBarry (Madame DuBarry; režie: Ernst Lubitsch)
- Poklad pana Arna (Herr Arnes pengar; režie: Mauritz Stiller)
- Zlomený květ (Broken Blossoms; režie: David Wark Griffith)
- Žaluji (J'accuse; režie: Abel Gance)

Další filmy roku 1919 naleznete zde

## Narození

### Česko
- 04. ledna – Lída Roubíková, herečka († 11. srpna 1991)
- 10. února – Miroslav Doležal, herec († 12. dubna 2009)
- 07. května – Stanislav Látal, animátor, scenárista a režisér animovaných filmů († 4. srpna 1994)
- 02. července – Ladislav Čapek, animátor, výtvarník, scenárista a režisér animovaných filmů († 17. ledna 1996)
- 14. srpna – Josef Pehr, herec († 17. srpna 1986)
- 12. září – Jiřina Lukešová, střihačka († 28. červenec 2010)
- 28. října – Miroslav Hájek, střihač († 1992)
- 01. listopadu – Radovan Lukavský, herec († 10. března 2008)
- 11. prosince – Miloš Makovec, scenárista a režisér († 10. února 2000)
- 21. prosince – Myrtil Frída, filmový archivář, historik a publicista († 10. srpna 1978)

### Svět
- 8. května – Lex Barker, francouzský herec († 11. května 1973)
- 14. července – Lino Ventura, francouzský herec († 22. října 1987)

## Filmové debuty
- Boris Karloff (The Lightning Raider)
- Fritz Lang (Halbblut)